# Aloe arborescens
Aloe arborescens, llamada comúnmente planta pulpo, acíbar, savila, aloe candelabro o simplemente candelabro, es una especie del género Aloe nativa de la costa suroriental africana.

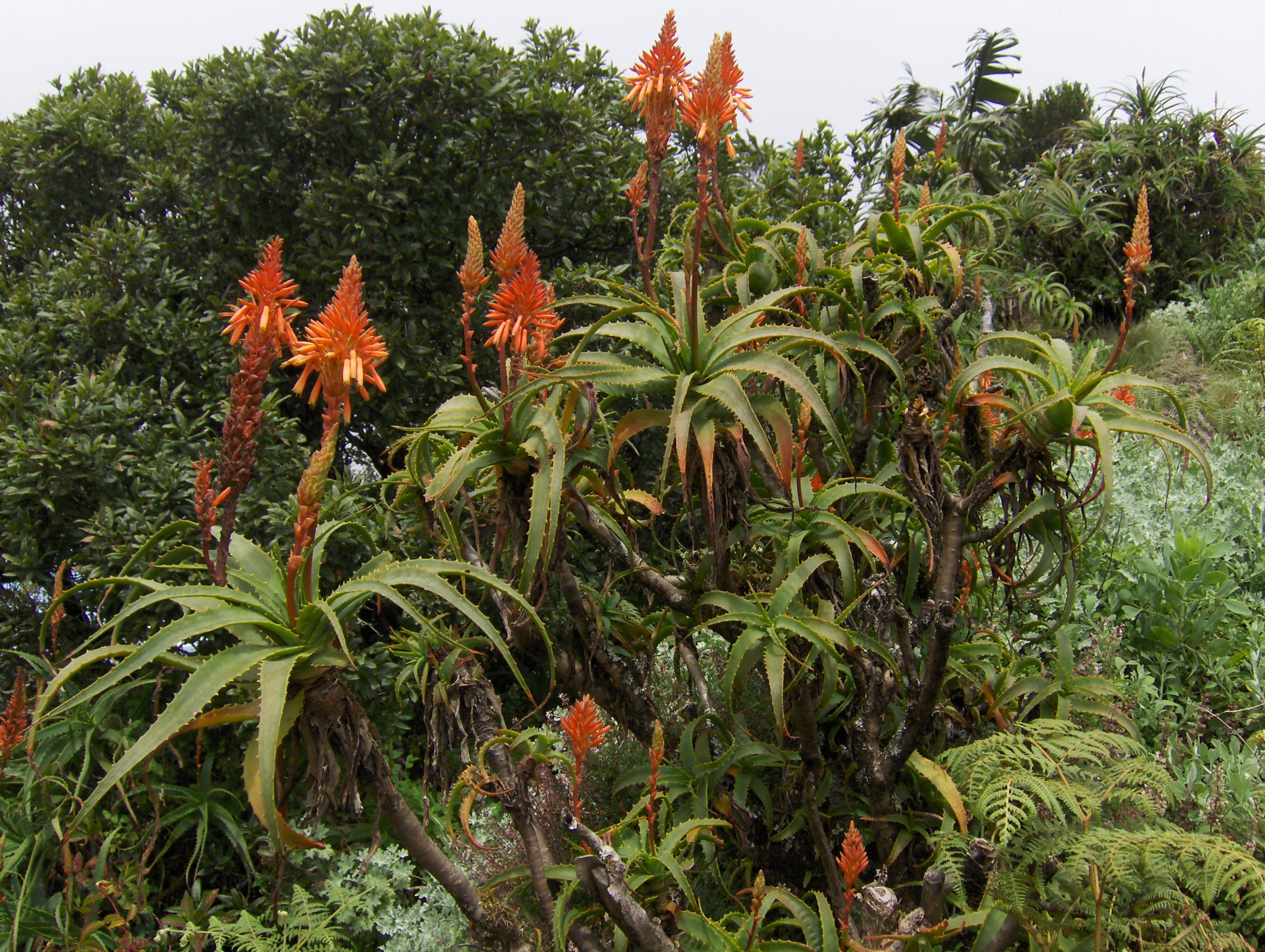
Vista de la planta

## Descripción
De forma arbustiva, con la base leñosa y muy floreciente. Si presentan un tallo único dominante, éste mide entre uno y cuatro metros.
Las hojas son de color verde glauco, ensiformes, carnosas y con el margen aserrado. Las flores aparecen sobre un tallo lateral de unos 60 cm de longitud, en una inflorescencia de tipo racimo de 20-30 cm, estrechamente cónica, donde se reúnen las flores de color naranja escarlata.  Crecen erectas, y van inclinándose hacia abajo hasta antes de su apertura.
La floración se produce en invierno. El fruto se presenta en una cápsula de paredes finas, que encierra muchas semillas.

## Distribución y hábitat
Es originaria, principalmente, de la costa suroriental africana, se encuentra en Sudáfrica, Mozambique, Zimbabue y Malaui. Es una de las tres especies de mayor distribución del género. Se encuentra en un rango amplio de altitud, desde el nivel del mar hasta  las montañas, donde crece sobre afloramientos rocosos.

## Usos y cultivo

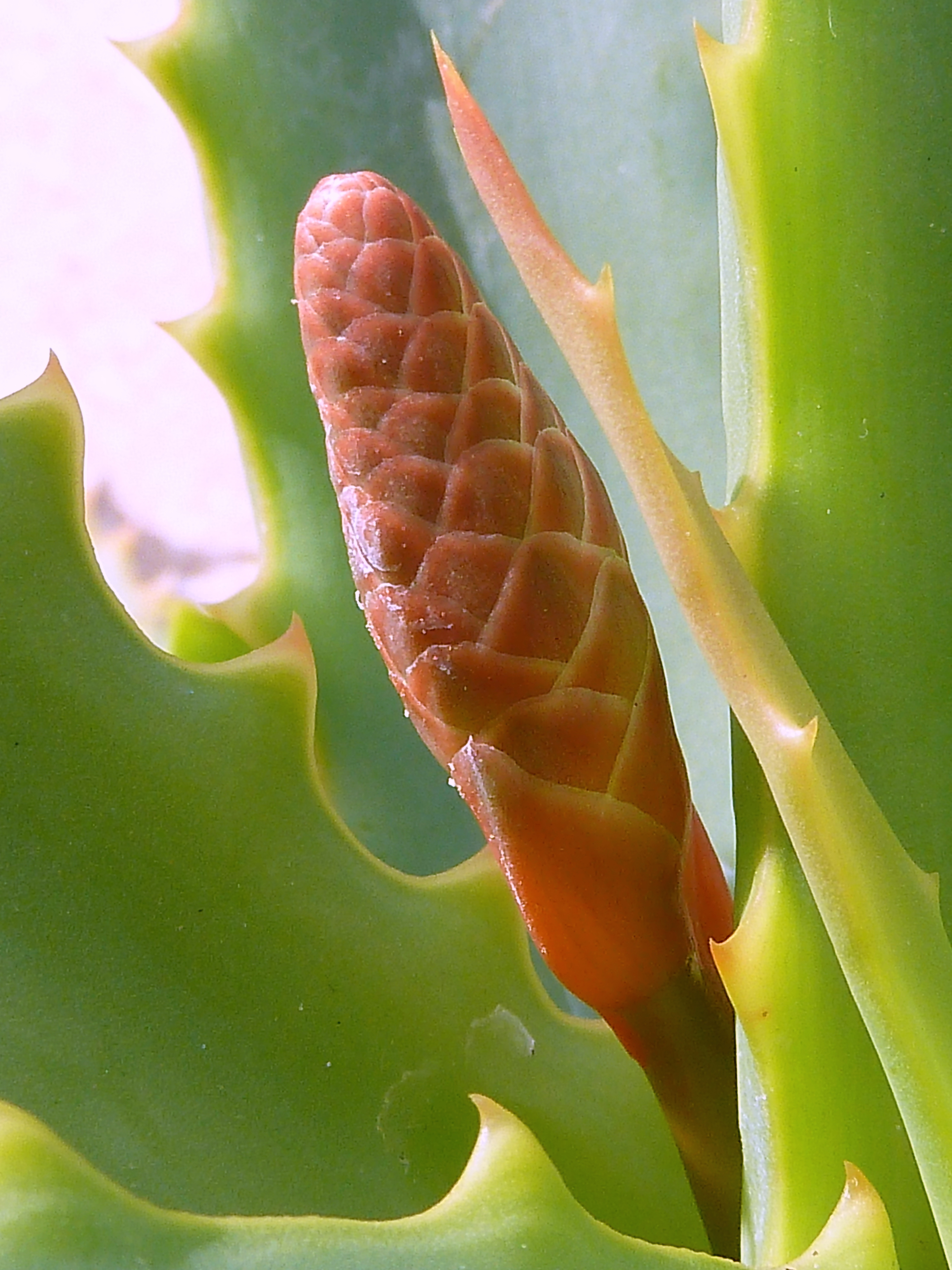
Escapo floral joven.

### Jardinería
El uso más extendido es como ornamental por la belleza de sus hojas y el color de sus flores, que surgen en invierno, cuando pocas plantas están en floración. El néctar que produce también es atractivo para pájaros, mariposas y abejas.
En el sur de África, el Aloe arborescens se planta tradicionalmente como cerca viva o seto de seguridad. 
Esta especie se propaga fácilmente por esqueje, soporta la sequía y se adapta tanto a pleno sol como a semisombra, pero no tolera las heladas. En regiones templadas (temperatura mínima de 10 °C) se cultiva en interiores o en viveros. Es apreciada como planta de interior ya que no son agresivas.

### Usos medicinales
Esta especie comparte algunas propiedades medicinales con Aloe vera y puede usarse para tratar quemaduras. En un estudio preliminar realizado por Jia et al. en el que se aplicó pulpa de A. arborescens a ratas y conejos de laboratorio con heridas inducidas se probó que la tasa de curación mejoraba en las que se utilizó la pulpa. Según el estudio, la aplicación de extracto de A. arborescens "tendía a reducir significativamente la gravedad de las heridas con respecto a aquellas tratadas con solución salina". Además de las propiedades curativas, se descubrió la reducción del crecimiento microbiano: "la aplicación del extracto había inhibido con eficacia el crecimiento bacteriano de cuatro bacterias durante el periodo de estudio". también usado para eliminar la caspa, agregando el jugo al champú

### Investigación en biomedicina
Un ensayo clínico aleatorizado, en el que se trató a 240 pacientes que presentaban tumores cancerígenos metastatizados con una combinación del tratamiento quimio o bioterápico apropiado, más un extracto de A. arborescens mostró mejores resultados, estadísticamente significativos en el grupo que recibió Aloe, tanto en la tasa de reducción de los tumores, como en el tiempo de supervivencia. Estos efectos se atribuyen, respectivamente, a mecanismos antiproliferativos e inmunoestimulantes de varias antraquinonas y del acemanano.

## Taxonomía

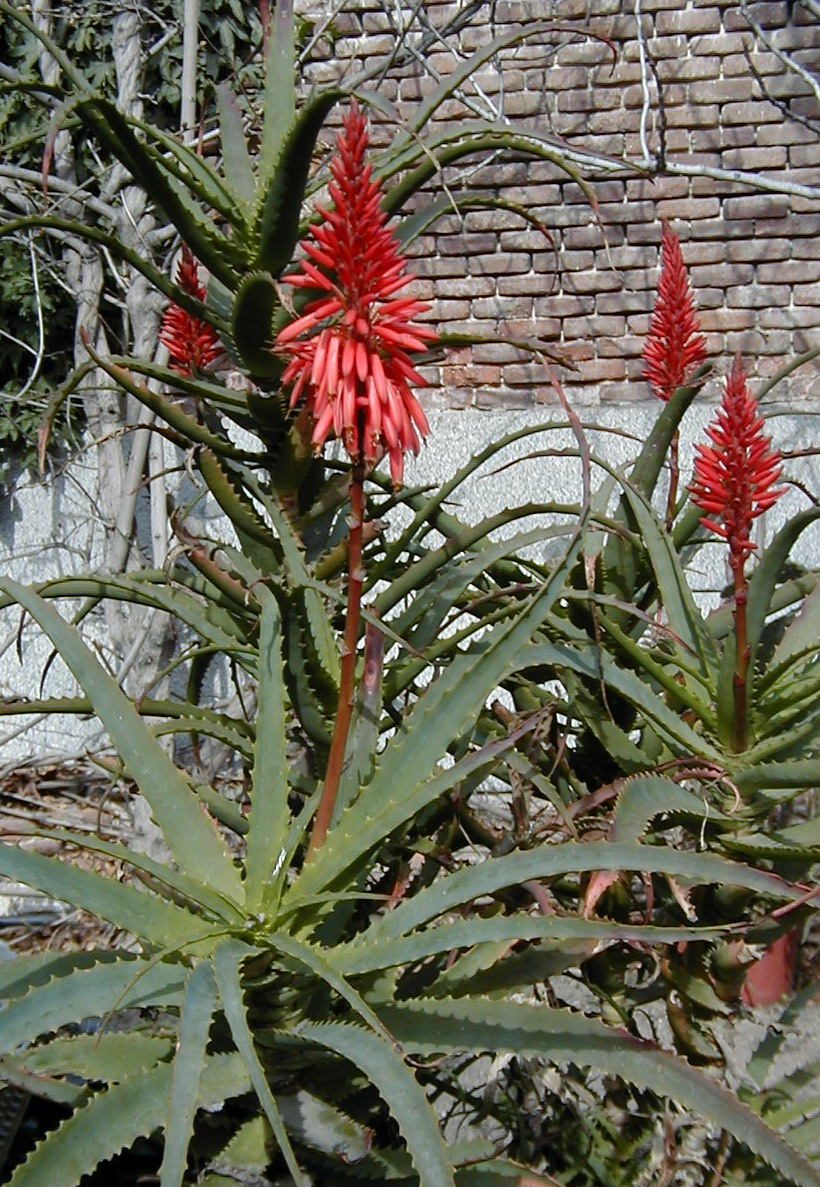
La inflorescencia de Aloe arborescens es roja y cónica.

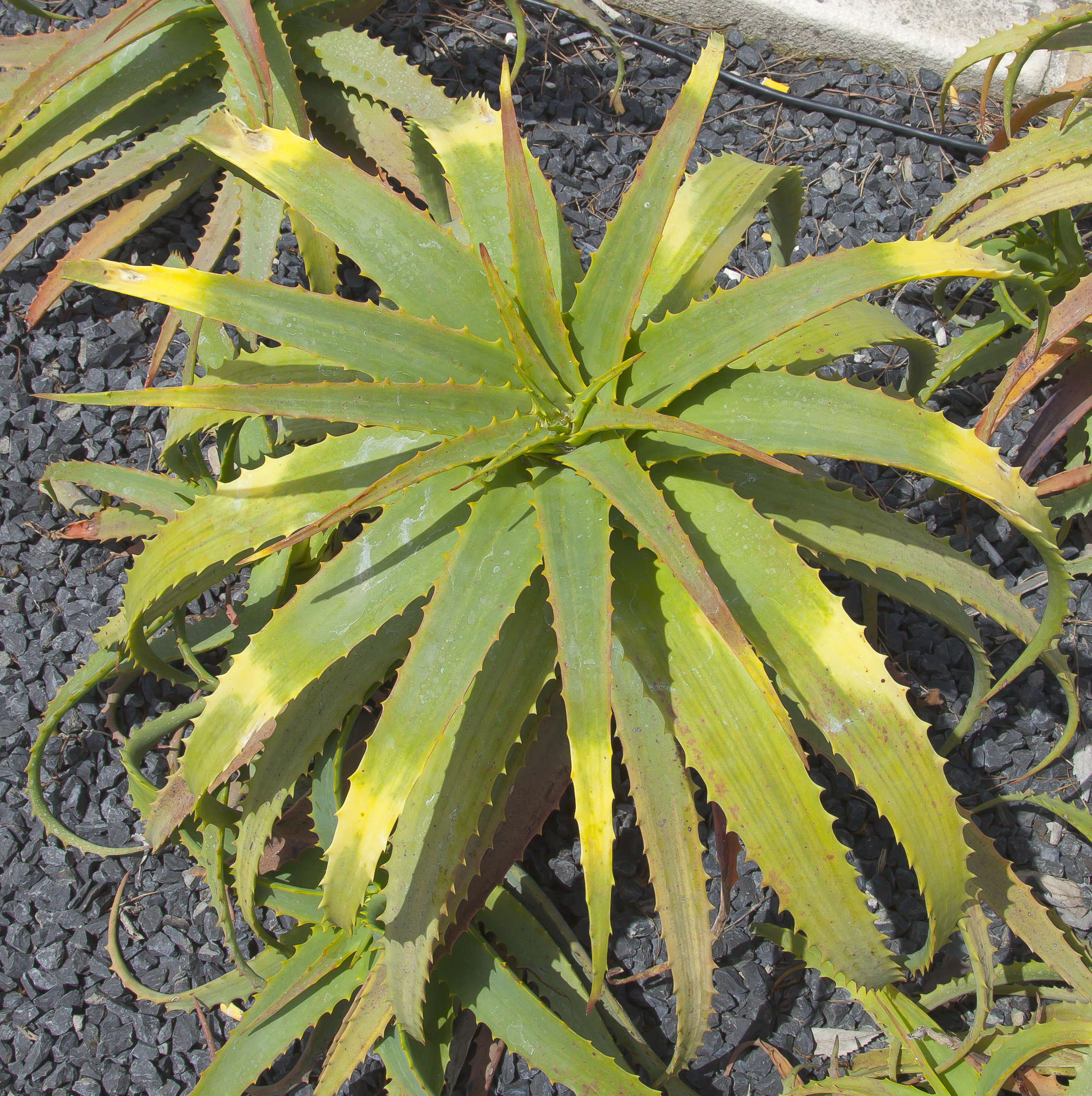
Detalle de un ejemplar.

Aloe arborescens fue descrita por Philip Miller y publicado en The Gardeners Dictionary:... eighth edition no. 3, en el año 1768.
Etimología
Ver: Aloe
arborescens: epíteto latíno que significa "con forma de árbol".
Variedades aceptadas
- Aloe arborescens subsp. arborescens

Sinonimia
Tiene los siguientes sinónimos:
- Aloe arborea Medik.
- Aloe arborescens var. frutescens (Salm-Dyck) Link
- Aloe arborescens var. milleri A.Berger in H.G.A.Engler
- Aloe arborescens var. natalensis (J.M.Wood & M.S.Evans) A.Berger en H.G.A.Engler
- Aloe arborescens var. pachythyrsa A.Berger en H.G.A.Engler
- Aloe frutescens Salm-Dyck
- Aloe fruticosa Lam.
- Aloe natalensis J.M.Wood & M.S.Evans
- Aloe perfoliata var. arborescens (Mill.) Aiton
- Aloe perfoliata var. eta
- Catevala arborescens Medik.